# Rachel Ames

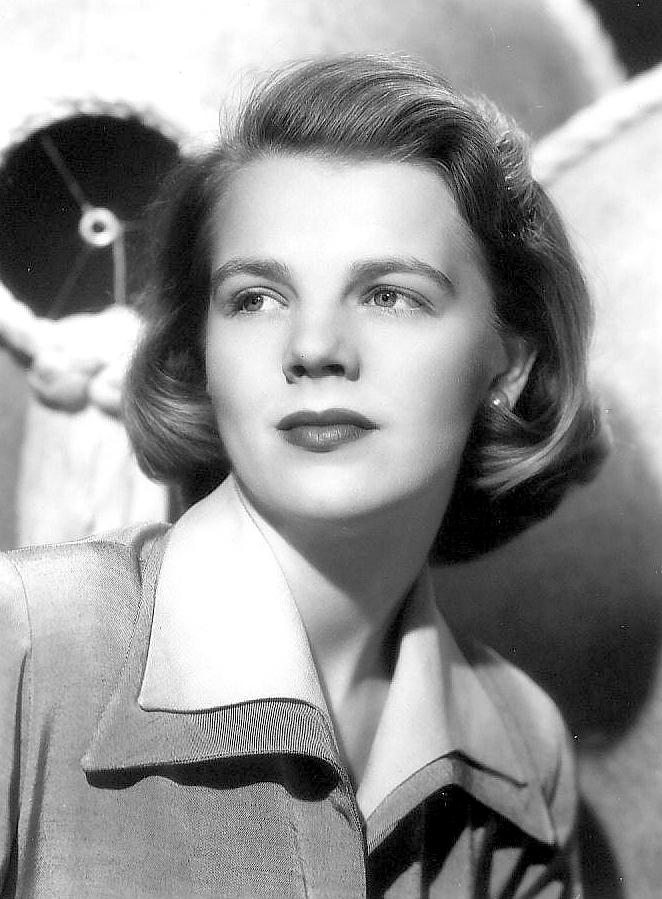
Rachel Ames (um 1955)

Rachel Ames (eigentlich Rachel Kay Foulger; * 2. November 1929 in Portland, Oregon) ist eine US-amerikanische Schauspielerin. Bekanntheit erlangte sie durch ihre Rolle der Audrey Hardy in der Krankenhausserie General Hospital, die sie von 1964 bis 2015 verkörperte. In älteren Filmen bis 1960 wurde sie auch unter dem Namen Judith Ames gelistet.

## Leben
Rachel Ames wurde 1929 als Rachel Kay Foulger in Portland geboren. Zur Schauspielerei kam sie durch ihre Eltern, die Mutter Dorothy Adams und ihren Vater Byron Foulger, die beide vielbeschäftigte Film- und Fernsehschauspieler waren. Rachel Ames zog mit der Familie nach Los Angeles, wo sie die University High-School und danach die University of California besuchte. Ihr Debüt als Schauspielerin gab Ames 1949 und trat daraufhin zusammen mit ihren Eltern in einer Theaterinszenierung von One Foot in Heaven im Pasadena Playhouse auf.
Rachel Ames war drei Jahre unter Vertrag bei den Paramount Pictures, wo sie Mitglied des "Golden Circle", einer Gruppe talentierter, junger Schauspieler, war. Ihr erster großer Film war Der jüngste Tag im Jahre 1951. Neben mehreren Filmauftritten war Ames in den folgenden Jahren vor allem als Darstellerin in verschiedenen Fernsehserien zu sehen. Bis 1960 trat sie unter dem Künstlernamen Judith Ames auf, ehe sie fortan ihren eigentlichen Vornamen Rachel verwendete.
1963 spielte Ames die Frau von Ltn. Gerard in der Fernsehserie Auf der Flucht. Große Bekanntheit erlangte die Schauspielerin aber erst 1964 mit ihrer Rolle der Audrey Hardy in der US-Soap General Hospital, in der bis 2015 in zahllosen Folgen mitwirkte. Zuletzt war sie die dienstälteste Schauspielerin der Serie. Nach ihrem Austreten aus General Hospital beendete Ames ihre Schauspielkarriere im Alter von 86 Jahren.
Rachel Ames war zweimal verheiratet. 1952 heiratete sie Jack Genung, mit dem sie ein gemeinsames Kind hat. Die Ehe wurde geschieden. 1968 heiratete Ames den Schauspieler Barry Cahill, 1970 kam ihre Tochter Christine zur Welt. Die Ehe hielt bis zu Cahills Tod im April 2012.

## Filmografie (Auswahl)
- 1951: Der jüngste Tag (When Worlds collide)
- 1956: Alfred Hitchcock präsentiert (Alfred Hitchcock Presents; Fernsehserie, eine Folge)
- 1957: Oregon-Passage
- 1958: Dezernat M (M Squad; Fernsehserie, eine Folge)
- 1958: Perry Mason (Fernsehserie, eine Folge)
- 1960: Abrechnung in Abilene (Gunfighters of Abilene)
- 1963: 77 Sunset Strip (Fernsehserie, eine Folge)
- 1963: Auf der Flucht (The Fugitive; Fernsehserie)
- 1964–2015: General Hospital (Fernsehserie, mind. 942 Folgen)
- 1969: Der Mann mit dem Katzenkäfig (Daddy's Gone A-Hunting)